# Yuval Noah Harari
Yuval Noah Harari (Hebreeuws: יובל נח הררי) (uitgesproken als Joeval Noach Harari) (Kirjat Ata, 24 februari 1976) is een Israëlisch historicus en futuroloog. Tot 2014 was hij een onbekende wetenschapper, gespecialiseerd in de geschiedenis van de middeleeuwen. Hij kreeg wereldfaam door drie boeken: Sapiens, Homo deus en 21 lessen voor de 21e eeuw. 

## Biografie
Harari werd geboren in Kirjat Ata en groeide op in een niet-gelovig Joods gezin. Hij studeerde van 1993 tot 1998 geschiedenis aan de Hebreeuwse Universiteit van Jeruzalem en specialiseerde zich in de militaire geschiedenis van de middeleeuwen. Harari behaalde in 2002 zijn PhD aan het Jesus College van de Universiteit van Oxford. Sinds 2005 is hij hoogleraar aan de Hebreeuwse Universiteit van Jeruzalem. In 2020 ontving hij een eredoctoraat van de Vrije Universiteit Brussel.
Zijn drie boeken: Sapiens, Homo deus en 21 lessen voor de 21e eeuw kwamen uit in 45 talen en er zijn meer dan 12 miljoen exemplaren van verkocht. Daarnaast  publiceert hij regelmatig in de Financial Times en The Wall Street Journal en reist hij de hele wereld af voor lezingen en interviews. Zijn centrale boodschap is een lofzang op de samensmelting van biotechnologie en informatietechnologie. De consequentie van deze ontwikkeling zou kunnen zijn, schrijft Harari, dat intelligente biologische organismen (zoals de mens) ingehaald kunnen worden door hun eigen creaties. Hij verwoordt het zo: "Ik sluit het niet uit dat de mens, zoals we die nu kennen, binnen een eeuw verdwenen kan zijn."

## Persoonlijk
Harari is getrouwd met Itzik Yahav, die hij zijn internet of all things noemt (Yahav is ook zijn persoonlijke manager).
Het paar woont in een mosjav bij Jeruzalem. In het dagelijks leven is Harari niet gericht op materieel comfort, maar beoefent hij introspectie door middel van twee uur Vipassana-meditatie per dag. Mediteren heeft zijn leven voorgoed veranderd, zegt hij en dient ook als methode voor onderzoek.

## Kenschets
Harari beschrijft de wereld zoals deze zich vanaf de vroegste evolutie van de mens heeft ontwikkeld en met de kennis van het verleden schetst hij ook een mogelijke toekomst voor de mensheid. Volgens hem is er, juist in tijden van onzekerheid en opeenvolgende technologische veranderingen, behoefte aan mensen die (zoals hij) ons een blik gunnen op de wereld, zoals deze er mogelijk in 2050 of 2100 zal uitzien.
Hij voorspelt dat iedere 7 tot 10 jaar de wereld drastisch gaat veranderen en iedere keer ontstaat daardoor weer een cultuurshock. De technologische ontwikkelingen gaan zo snel, aldus Harari, dat je jezelf steeds opnieuw moet uitvinden. Tegelijkertijd vraagt hij zich af, hoe vaak een mens zich binnen één leven kan aanpassen. Bij het ouder worden is het geestelijk evenwicht  steeds lastiger te bewaren. Met betrekking tot het onderwijs adviseert hij een nieuw leervak te introduceren: emotionele intelligentie. Deze vaardigheid zul je in de toekomst het meest nodig hebben, om je voortdurend te kunnen aanpassen aan de steeds sneller veranderende omstandigheden.
Zijn uitspraken dat "geen enkele baan veilig is voor automatisering" en "persoonlijke keuzes worden overgenomen door algoritmes" bezorgen hem de naam van een pessimist en een onheilsprofeet. Hij noemt  zichzelf geen ziener, maar liever iemand die de te voorziene mogelijkheden schetst om complicaties in de toekomst te voorkomen. 
Harari zegt dat de mens nieuwe religieuze leerboeken nodig heeft; traditionele religies bieden geen echt alternatief voor het liberalisme. Hun geschriften hebben niets te zeggen over genetisch manipulatie en de meeste priesters en rabbijnen begrijpen volgens hem de laatste doorbraken in biologie en informatica niet: "Religieuze leerboeken zijn meer een wapen in de handen van een paar machtige leiders van het geloof; ze gebruiken het om angst te creëren en hun gezagspositie te behouden. We zullen in de toekomst onze scripts maken als we eenmaal een niet-biologische vervanging voor onze mens hebben gecreëerd zullen we goddelijk worden".
Kunstmatige intelligentie is, volgens hem, niet alleen een gevaar voor de vrijheid, maar ook voor de gelijkheid. Ze dreigt mensen massaal overbodig te maken. In de afzienbare toekomst zal er een onderklasse ontstaan van mensen zonder werk en economisch nut, betoogt Harari. Mensen met geld kunnen zichzelf en hun kinderen voorzien van een grotere intelligentie en creativiteit door middel van kostbare genetische ingrepen. Hierdoor ontstaat er een biologische superklasse. Omwentelingen kunnen catastrofale gevolgen hebben voor de wereldbevolking. Hij schrijft dat je de consequenties van de technologische revolutie niet kan overlaten aan een paar megalomane miljonairs.
Mensen die nieuwe technologieën ontwikkelen zijn van nature optimisten, zegt Harari. Zowel bedrijven als wetenschappers zullen vooral benadrukken wat hun vinding of innovatie allemaal voor ons zou kunnen betekenen. Het is de taak van historici om de keerzijde te laten zien.
Onder zijn bewonderaars zijn bekende namen te vinden als Mark Zuckerberg en Barack Obama. Homo Deus stond op de lijst van beste boeken van 2017, samengesteld door Bill Gates. De website Fast Company noemt hem de favoriete historicus van Silicon Valley.
Het (links-liberale) Israëlische dagblad Haaretz daarentegen noemt hem het schoothondje van de liberale elite.

#### Uitdagingen voor de mensheid
In Homo deus, een kleine geschiedenis van de toekomst (2015), beschrijft Harari de uitdagingen die de mensheid te wachten staan in de komende technologische revolutie. Hij stelt daarin dat een grote groep mensen zal ontstaan die de concurrentie met de technologie niet meer aan kan en een andere groep die een symbiose met kunstmatige intelligentie zal aangaan: het transhumanisme. 
21 lessen voor de 21ste eeuw (2018) is Harari's laatste boek, waarin hij zijn licht laat schijnen over het heden. In dit boek belicht hij de grote kwesties van de 21ste eeuw. Centrale vraag is of een nieuwe, rijke kaste van biologische supermensen met behulp van kunstmatige intelligentie (AI) alle macht krijgt. Twee processen samen - de biotechnologie en de opkomst van AI - zouden ertoe kunnen leiden dat de mensheid zich opsplitst in een kleine klasse van supermensen die creativiteit en gezondheid kopen en een massale
onderklasse van arme mensen, een klasse die zijn economische waarde verliest.

#### Hack jezelf
In de nabije toekomst voorziet Harari de mogelijkheid om een mens te hacken. Door middel van algoritmes zal duidelijk worden wat hij denkt en wat hij wil. Wat er omgaat in lichaam en geest is op afzienbare termijn af te lezen en daardoor is de mens te manipuleren. Bedrijven en overheden krijgen steeds grotere macht door data. Harari merkt op dat "dit een ideale situatie is voor organisaties als de Gestapo en de KGB".
Als positief gevolg van deze ontwikkelingen ziet hij dat we binnenkort gezondheidszorg grotendeels kunnen outsourcen en via IT afwijkingen in het lichaam vroegtijdig kunnen ontdekken. Harari voorspelt ook grote kansen voor zelfverkenning en de ontdekking van jezelf. Zijn centrale gedachte is dat verhalen ons leven overheersen en dat het wellicht mogelijk wordt je eigen narratief te veranderen. Het brein is een machine die voortdurend verhalen verzint over jezelf. Het kan een tragedie of komedie zijn. Hij hoopt dat de mogelijkheid om jezelf te hacken de mens gelukkiger zal maken.Tegelijkertijd vreest hij dat de meeste mensen een diepgaande confrontatie met zichzelf niet aan zullen kunnen.
Harari is een groot liefhebber van sciencefictionboeken, omdat zij volgens hem het meest authentiek een mogelijke toekomst weergeven. Zijn favoriete roman is Brave new world van Aldous Huxley.

#### Citaat
Volgens Harari zal de grondstoffenschaarste zoals de Club van Rome voorspelde niet zozeer de toekomst bepalen, maar wel het ecologisch verval of het vernietigen van de natuurlijke leefomgeving. Om dit te illustreren maakt hij een kleine vergelijking: Inmiddels huisvesten de aardse continenten bijna zeven miljard sapiens. Als je al die mensen samen op een gigantische weegschaal zou zetten, zou hun gecombineerde massa neerkomen op zo'n driehonderd miljoen ton. Als je vervolgens al ons vee en kleinvee zou nemen - koeien, varkens, schapen en kippen - en die op een nog grotere weegschaal zou zetten, zou hun massa neerkomen op circa zevenhonderd miljoen ton. De gecombineerde massa van al het overgebleven wild - van stekelvarkens en pinguïns tot olifanten en walvissen - bedraagt daarentegen minder dan honderd miljoen ton. Onze kinderboeken, onze iconografie en onze tv-schermen staan nog vol giraffes, wolven en chimpansees, maar in de echte wereld zijn daar nog maar heel weinig van. Er zijn ongeveer tachtigduizend giraffes op de wereld, tegen 1,5 miljard runderen. Er zijn slechts tweehonderdduizend grijze wolven, naast vierhonderd miljoen huishonden. Er zijn maar tweehonderdvijftigduizend chimpansees, en miljarden mensen. De mensheid heeft de wereld definitief overgenomen.

## Spreker
Harari houdt veelvuldig lezingen die zijn visie op de toekomst van de mensheid uiteenzetten. In 2018 hield Harari op het World Economic Forum de lezing "Zal de toekomst nog menselijk zijn?" In 2020 hield hij, eveneens op het World Economic Forum, de lezing "Hoe kunnen we de 21e eeuw overleven?" waarin hij uiteenzet wat volgens hem de drie existentiële bedreigingen zijn van de toekomst: nucleaire oorlogen, de ineenstorting van ecosystemen en technologische ontwrichtingen door kunstmatige intelligentie (AI).
In 2019 nam Harari deel aan een discussie over technologie en de toekomst van de samenleving met de CEO van Facebook, Mark Zuckerberg, en in 2018 presenteerde hij de allereerste TED-talk die werd gehouden door een digitale avatar.
In 2023 waarschuwde Harari op het AI Frontiers Forum-evenement in Zwitserland dat kunstmatige intelligentie in staat is om eigen religieuze teksten samen te stellen die waarschijnlijk volgelingen zullen aantrekken. Hij vertelde onder meer dat aanhangers van deze zogenoemde nieuwe religies op een gegeven moment door computers zouden kunnen worden geïnstrueerd om andere mensen te doden en dat dit verregaande consequenties zal hebben. "Duizenden jaren lang hebben profeten, dichters en politici taal en verhalen gebruikt om mensen te manipuleren en te beheersen en om de samenleving opnieuw vorm te geven", merkte hij op. “Nu is AI waarschijnlijk in staat om dat te bewerkstelligen. En als het eenmaal kan... hoeft het geen moordende robots te sturen om ons neer te schieten. Het zou mensen ertoe kunnen aanzetten de trekker over te halen.", zei Harari in citaten van de Britse krant Daily Mail.
Harari bespreekt regelmatig mondiale kwesties met staatshoofden en heeft in het openbaar gesprekken gevoerd met de Oostenrijkse bondskanselier Sebastian Kurz, de Nederlandse premier Mark Rutte en de Griekse premier Kyriakos Mitsotakis. Harari heeft ook een ontmoeting gehad met de Franse president Emmanuel Macron, de Duitse bondskanselier Angela Merkel van Duitsland, de Argentijnse president Mauricio Macri, de Duitse president Frank-Walter Steinmeier en de burgemeester van Shanghai, Ying Yong.

### Bestseller 60
| Boeken met noteringen in de Nederlandse Bestseller 60 | Jaar van verschijnen | Datum van binnenkomst | Hoogste positie | Aantal weken | Opmerkingen |
| ----------------------------------------------------- | -------------------- | --------------------- | --------------- | ------------ | ----------- |
| Homo Deus                                             | 2015                 | 01-03-2017            | 8               | 102          |             |
| Sapiens                                               | 2011                 | 08-03-2017            | 3               | 174          |             |
| 21 lessen voor de 21ste eeuw                          | 2018                 | 29-08-2018            | 1(1wk)          | 41           |             |
| Sapiens. Een beeldverhaal                             | 2020                 | 04-11-2020            | 16              | 9            |             |
| Hoe wij het machtigste dier op aarde werden           | 2022                 | 21-09-2022            | 4               | 6            |             |
| Waarom de wereld niet eerlijk is                      | 2023                 | 04-10-2023            | 56              | 1            |             |
| Nexus                                                 | 2024                 | 18-09-2024            | 6               | 23           |             |
| Hoe vijanden vrienden kunnen worden                   | 2025                 | 12-03-2025            | 59              | 1            |             |